# Leif Enger

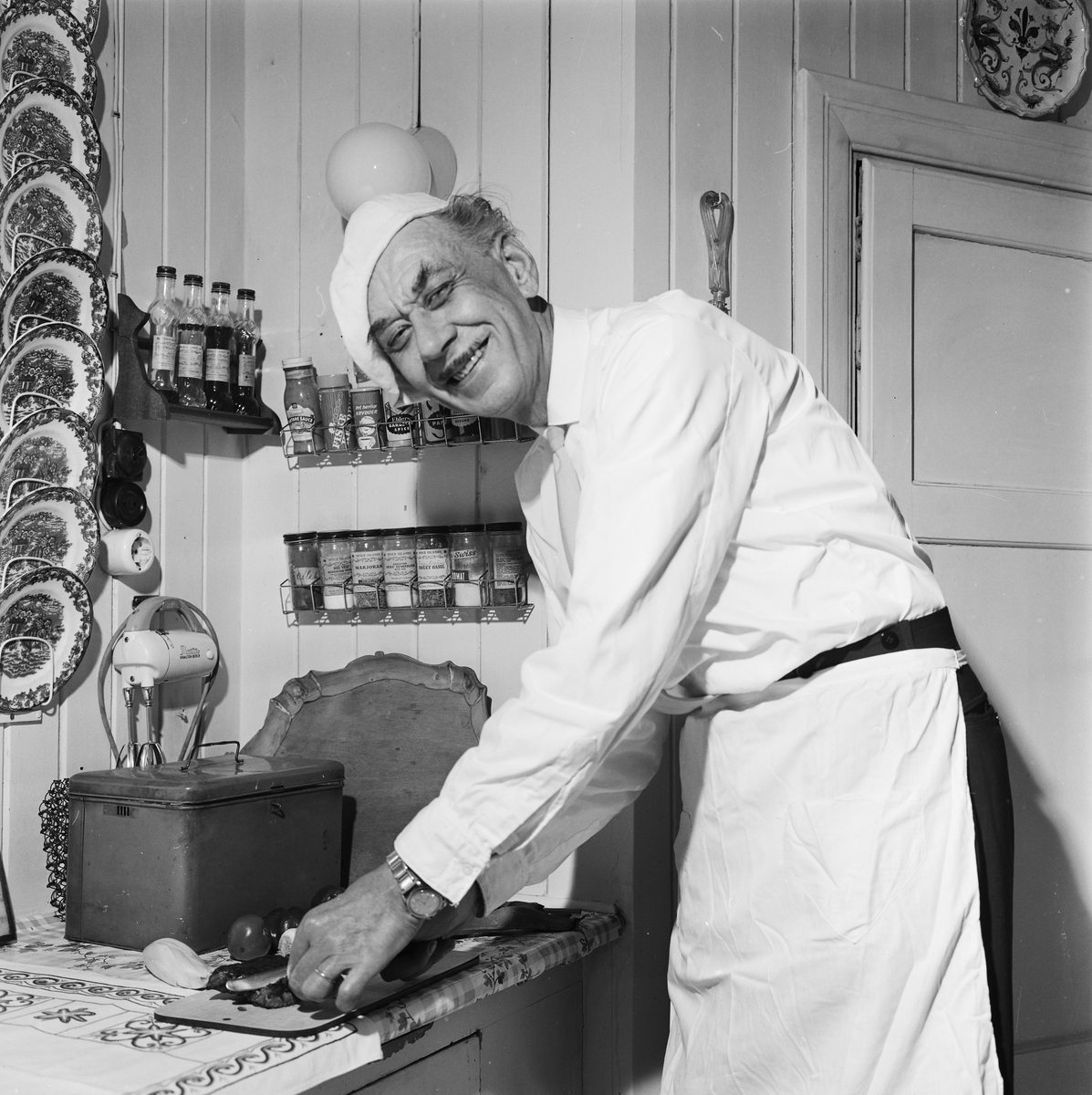
Leif Enger um 1964

Leif Inge Thormod Enger (* 5. September 1900 in Christiania; † 11. November 1977 in Oslo) war ein norwegischer Schauspieler, Theaterleiter, Komponist und Sänger.

## Leben
Enger war der Sohn von Ola L. Enger und Jenny Andrea Enger. Sein Filmdebüt hatte er 1923 in Strandhugg på Kavringen. Enger hatte zahlreiche Auftritte in norwegischen Filmen und spielte in über 20 Produktionen von 1923 bis 1970 mit. Seinen bekanntesten Auftritte hatte er in den Filmen Operasjon Løvsprett, Hunger und Englandsfarere. Seinen vorletzten Auftritt hatte er in der Filmreihe zur norwegischen Olsenbande in deren ersten Film Olsen-Banden und zuletzt 1970 in Balladen om mestertyven Ole Høiland, einer Verfilmung der Biografie des norwegischen Bankräuber und Diebes Ole Høiland.
Enger wirkte ebenso bei mehreren Sendungen am Radioteatret (Radiotheater) mit. Des Weiteren war er auch als Komponist am Trøndelag Teater und am Studiotheater sowie als Theaterschauspieler am Oslo Nye Teater tätig. Zusammen mit Thorleif Reiss war er Teil des norwegischen Gesangs- und Sketch-Duo Pitt og Pott. Für einige Zeit war er auch Theaterleiter am Carl Johan-Teatret.

## Filmografie
- 1923: Strandhugg på Kavringen
- 1933: Jeppe på bjerget
- 1934: Op med hodet!
- 1941: Gullfjellet
- 1941: Den forsvundne pølsemaker
- 1946: Jag var fånge på Grini
- 1946: Vi vil leve
- 1946: Englandsfarare
- 1948: Trollforsen
- 1951: Storfolk og småfolk
- 1957: Peter van Heeren
- 1958: Bustenskjold
- 1958: På tokt med terna
- 1960: Millionær for en aften
- 1961: Oss atomforskere i mellom
- 1962: Operasjon Løvsprett
- 1962: Velkomstmiddag
- 1964: Nydelige nelliker
- 1964: Klokker i måneskinn
- 1965: Frydenberg
- 1966: Hunger (Sult)
- 1967: Ransakningen
- 1968: De ukjentes marked
- 1969: Olsen-Banden
- 1970: Balladen om mestertyven Ole Høiland